# Óm

Óm též Aum, (v písmu dévanágarí औम् nebo ॐ) je posvátná slabika známá z Véd. Vyskytuje se jak v hinduismu, tak i v džinismu, buddhismu a sikhismu. Touto slabikou začínají četné hinduistické texty a mantry. Její význam je podrobně vysvětlen v Mándúkja upanišad.
| „                     | Aum itjétad akšaram idam sarvam, tasjópavjákhjánam bhútam bhavad bhavišjad iti sarvam ómkára éva jač čánjat trikálátítam tad apjómkára éva. | Slabika óm je vpravdě všechno minulé, přítomné i budoucí i všechno jiné, co přesahuje trojí čas je vpravdě slabika óm. | “ |
| — Mándúkja upanišad 1 | | |   |

Rovněž sikhská dharma používá slova Óm jako názvu jediného božství. Božství slova Óm v sikhismu je mimo jiné vyjádřeno v múl mantře, kterou začíná sikhská posvátná kniha Guru Granth. Tato mantra začíná veršem:
Ikk ÓM kár
což se dá přeložit jako: „Existuje (pouze) jediné Jsoucno“, nebo „Jedno Jsoucno jest“, případně „Existuje jediné Bytí“. Mantra dále pokračuje:
sat nám, kartá purakh, nirbhau, nirvair, akál múrat, adžúni, saibhang, gur prasád
což v překladu znamená: Jeho jméno je Pravda, stvořitel všeho, bez bázně, bez zášti, věčné a bez podoby, nezrozené, jsoucí samo o sobě, objevené darem Učitele.
Zápis „Ikk ÓM kár“ v paňdžábském písmu bývá sikhy uctíván jako symbol samotného božstva.
Slabika bývá považována za projev duchovní síly a jako taková tedy většinou nebývá vnímána jako slovo. Touto slabikou též začínají téměř všechny mantry.
Asi k nejznámějším příkladům z mahájánového a vadžrajánového buddhismu patří Avalókitéšvarova mantra óm mani padmé húm.